# Salvia aethiopis
Espèce
Classification phylogénétique
Salvia aethiopis, la Sauge d'Éthiopie, est une espèce de plantes à fleurs de la famille des Lamiacées, du genre des sauges. C'est une plante vivace trouvée en Europe et en Asie centrale.

## Répartition et habitat
La plante est trouvée en Europe et en Asie.
Elle se trouve en France essentiellement dans le quart Sud-Est.
Poussant en mai-juin, fortement ramifiée aux fleurs blanches en verticille, elle pousse sur des terrains secs et faiblement riches.

## Protection
Rare, cette sauge est protégée en Rhône-Alpes (Article 1).